# Amanda Figueras
Amanda Figueras (nacida en Vilafranca del Penedès, Barcelona, en 1978) es una periodista y escritora española que trabajó para El Mundo durante más de una década. Es más conocida como activista islámica.

## Carrera
Figueras es licenciada en Periodismo y estudió un año en una universidad portuguesa en el marco del Programa Erasmus. Además, realiza estudios informales sobre la cultura islámica y desde 2004 también escribe sobre la comunidad musulmana. Trabajó durante una década como periodista para el diario español El Mundo, donde participó con éxito en la búsqueda de sinergias entre la edición digital y la impresa y creó la sección de Asuntos Europeos. Tras convertirse al Islam, escribió un libro titulado Por qué el Islam: mi vida como mujer, europea y musulmana. Según cuenta, su viaje hacia el Islam comenzó tras los atentados con bombas en los trenes de Madrid en 2004, cuando trabajaba en El Mundo. Es becaria de la Alianza de Civilizaciones de las Naciones Unidas y vive entre Madrid y El Cairo. En 2015, comenzó a trabajar como gerente de proyectos en el Foro Abraham para el Diálogo Interreligioso e Intercultural. También es miembro del Centro Internacional de Diálogo Kaiciid. Entre las publicaciones para las que escribe artículos se encuentra The Islamic Monthly.

## Obras
- Por qué el Islam: mi vida como mujer, europea y musulmana (20 de febrero de 2018)